# 上海外滩美术馆

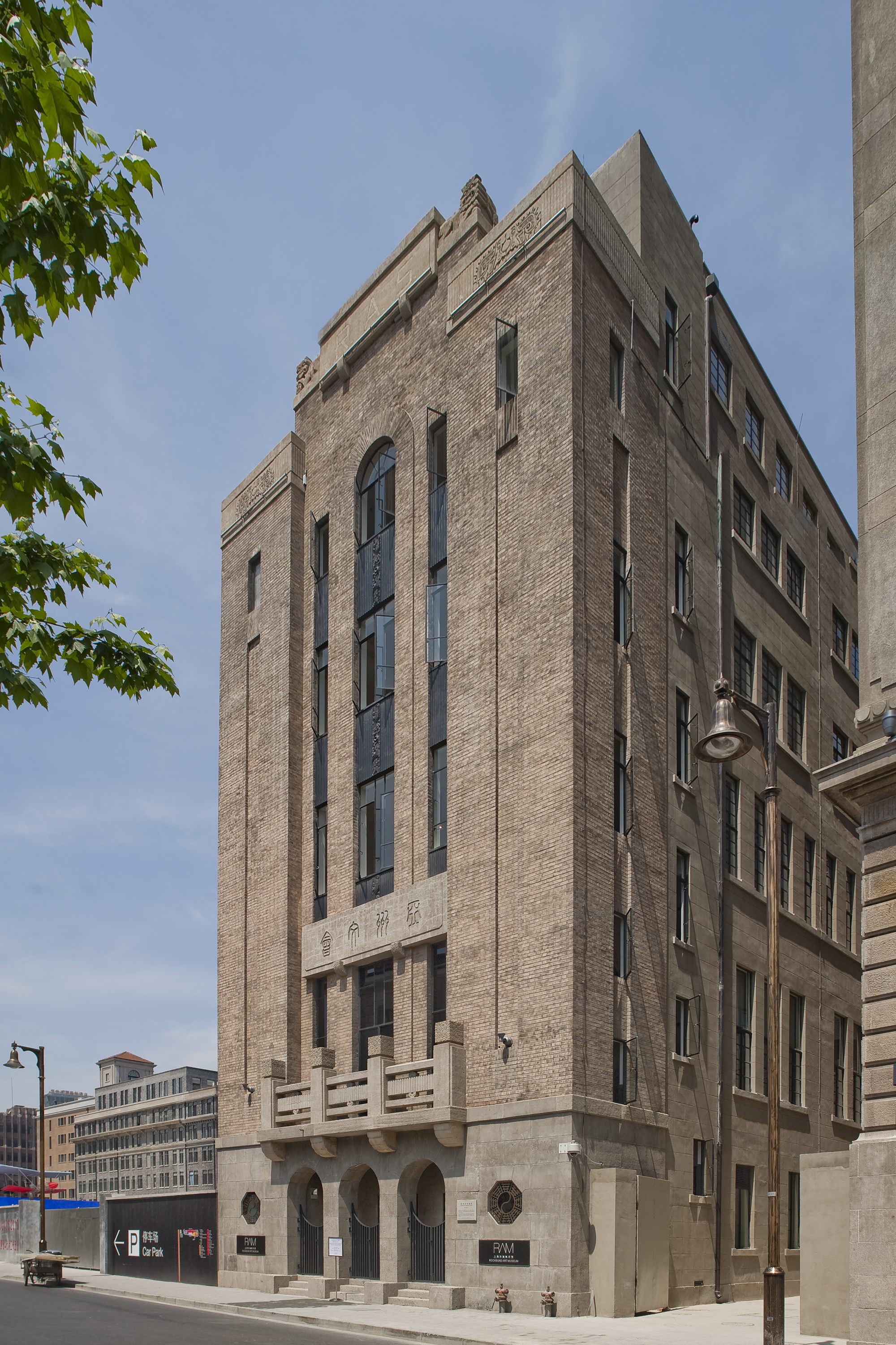
上海外滩美术馆

上海外滩美术馆（英語：Rockbund Art Museum）是一座位于上海的美术馆。现任馆长是策展人拉瑞斯·弗洛乔（Larys Frogier）。

## 历史
位于上海黄浦区虎丘路20号，属于上海外滩源区域。该大楼前身是上海亚洲文会大楼。曾经用作为上海博物馆和上海图书馆的书库。2010年恢复博物馆功能，租给新成立的上海外滩美术馆作为馆舍。2007年改建时，美术馆邀请英国建筑师大卫·奇普菲尔德主持室内改造。他利用一个三层通高的新中庭将四至六层连接起来，顶棚上开天窗。

## 营业时间
- 周二至周日：上午十点至下午六点
- 周一闭馆

2025年5月2日起，上海外滩美术馆免费向公众开放，初期实行预约制，逢周二为羊帮会员、企业会员及团体参观专场，其中羊帮会员的年费为700元。6月11日起，上海外滩美术馆取消预约，游客可直接入场，但设有人流量上限。此举引发网民的不满，“上海外滩美术馆”小红书账号为此回复该网民“我们无需这样做，也请你不要再来”，随即引发争议。6月18日，上海外滩美术馆试行现场发放入场凭证，每天发放500张，同时对小红书账号的不当言论作出处理。

## 交通
- 上海轨道交通2号线，10号线南京东路站